# Pedicularis langsdorffii
Pedicularis langsdorffii — вид рослин родини вовчкові (Orobanchaceae), поширений на півночі Північної Америки й Азії.

## Опис
Багаторічна трава висотою (5)8–15(20) см. Стрижневий корінь блідо-жовтий і розгалужений. Підземні стебла горизонтальні. Стеблекорінь присутній (короткий і товстий). Надземні стебла прямостоячі. Листки поширені вздовж стебла (з базальним пучком папоротеподібного листя), чергові, щорічно вмирають і не стійкі. Черешок присутній (базальне листя) або відсутній (листя стебла) 0.5–10 мм завдовжки, гладкий. Листові пластини прості, розділені, основи урізані, 6–18 мм завдовжки, шириною 3–5 мм, розлогі, ланцетні або зворотнояйцеподібні (поділені на 10–20), плоскі, жилки перисті, обидві поверхні гладкі, поля цільні або округло-зубчасті або зубчасті, гладкі, верхівки гострі.
Квіткові стебла круглі або овальні в поперечному перерізі, з листям, волосаті, волоски прості й білі або напівпрозорі. Суцвіття містить колоски, кінцеве, щільне, кулясте або субкулясте (в бутоні) або довгасте (розсипчасте і яскраве в квітці), довжиною (2)3–6(10) см, шириною 20–40 мм, подовжується, коли плоди дозрівають. Квітконіжка є чи нема (часто непомітна). Квітів на суцвіття 10–30, великі, двосторонньої симетрії. Чашолистки звичайні, 5, шириною 8.7–9.3 мм, зелений або фіолетові. Чашечка волохата; волоски вовнисті, білі або напівпрозорі. Вінчик: дводольний шолом і тридольна губа. Пелюстки звичайні, 5, рожеві (шоломні пелюстки більш глибоко рожеві, ніж світло рожеві губні пелюстки), 23–26 мм завдовжки. Тичинок 4. Пиляки пурпурові або червонуваті, стають жовтими, еліпсоїдні, (1.5)1.8–2.2(2.5) мм завдовжки. Плід сидячий, сухий, капсула, широко ланцетний, коричневий, 16–20 мм завдовжки, 5.5–6.5 мм ушир, гладкий, поверхневе жилкування ребристе, чітко сплюснений, що розкривається на верхівці й частково або повністю вниз з однієї сторони. Насіння мало, 1.2–1.3 мм завдовжки, коричневе, поверхні гладенькі. 2n=16(2x).

## Поширення
Північна Америка: Ґренландія, Канада, Аляска — США; Азія: Далекий Схід Росії.
Населяє вологі луки, схили, заплави.